# Hypena iconicalis
Hypena iconicalis är en fjärilsart som beskrevs av Walker 1859. Hypena iconicalis ingår i släktet Hypena och familjen nattflyn. Inga underarter finns listade i Catalogue of Life.

## Bildgalleri

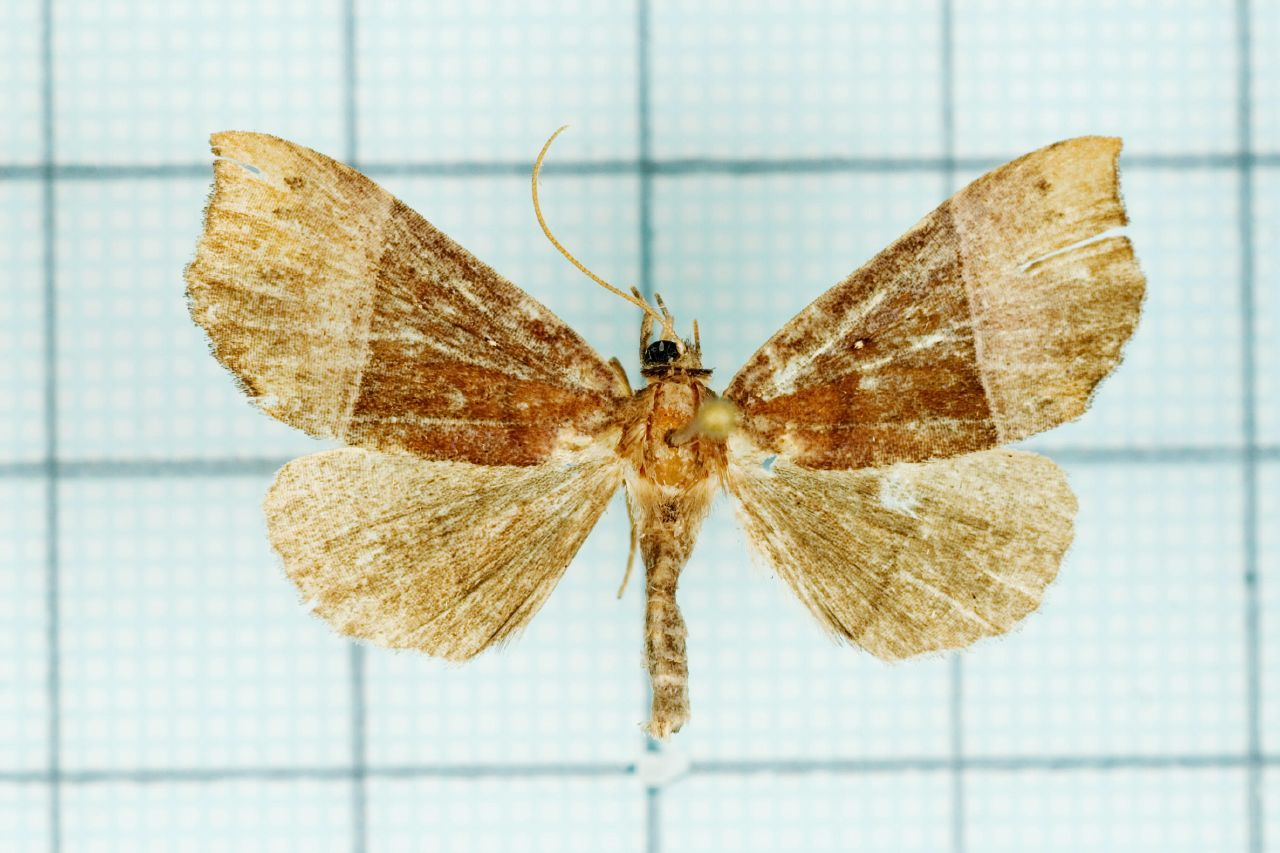
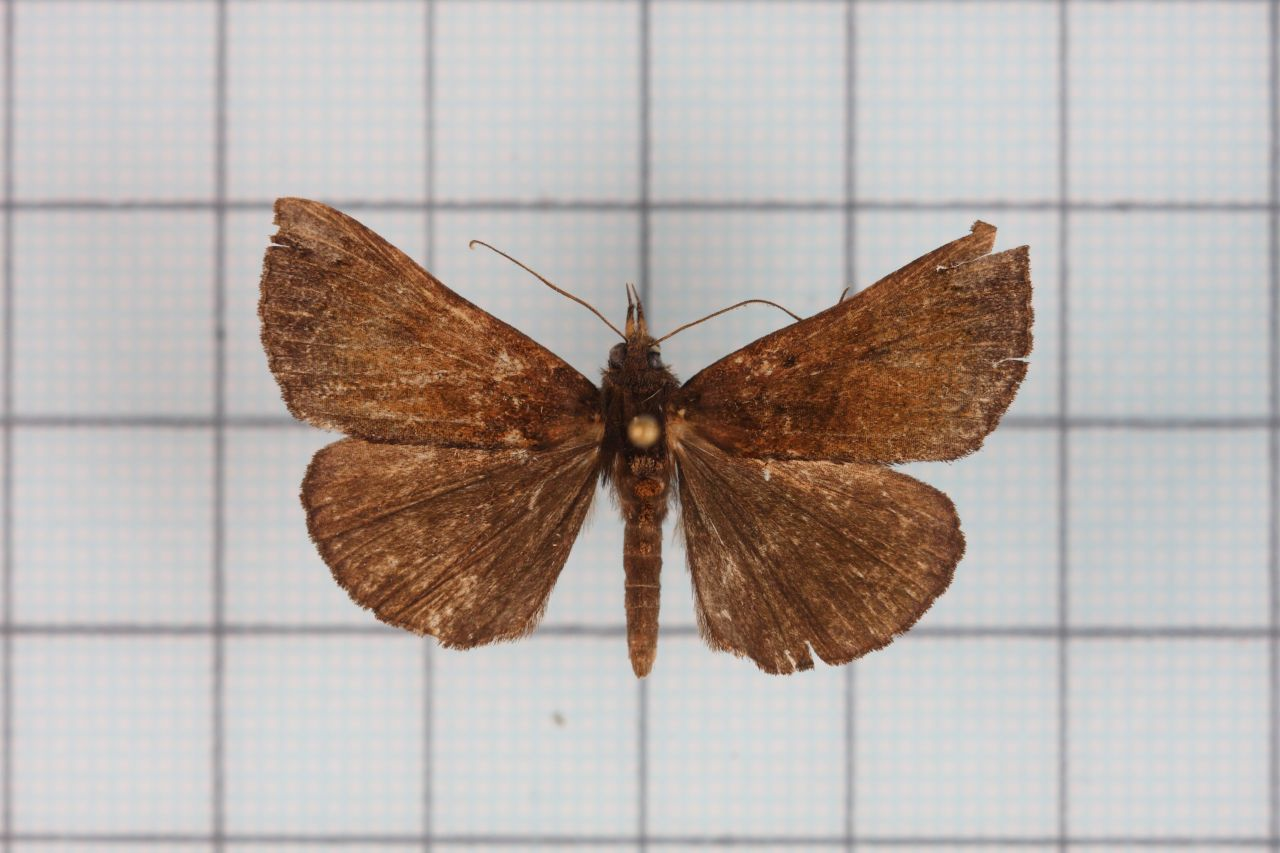